# Giải LVFCS cho nữ diễn viên phụ xuất sắc nhất
Giải LVFCS cho nữ diễn viên phụ xuất sắc nhất là một trong các giải của LVFCS dành cho nữ diễn viên đóng vai phụ trong một phim, được bầu chọn là xuất sắc nhất. Giải này được lập từ năm 1997.

## Các người đoạt giải

### Thập niên 1990
| Năm  | Diễn viên      | Phim                  | Vai diễn      |
| ---- | -------------- | --------------------- | ------------- |
| 1997 | Alison Elliott | The Wings of the Dove | Millie Theale |
| 1998 | Kathy Bates    | Primary Colors        | Libby Holden  |
| 1999 | Chloë Sevigny  | Boys Don't Cry        | Lana Tisdel   |

### Thập niên 2000
| Năm  | Diễn viên         | Phim                               | Vai diễn                 |
| ---- | ----------------- | ---------------------------------- | ------------------------ |
| 2000 | Kate Hudson       | Almost Famous                      | Penny Lane               |
| 2001 | Naomi Watts       | Mulholland Drive                   | Betty Elms/Diane Selwyn  |
| 2002 | Susan Sarandon    | Igby Goes Down                     | Mimi Slocumb             |
| 2002 | Susan Sarandon    | Moonlight Mile                     | Jojo Floss               |
| 2003 | Holly Hunter      | Thirteen                           | Melanie Freeland         |
| 2004 | Cate Blanchett    | The Aviator                        | Katharine Hepburn        |
| 2004 | Cate Blanchett    | The Life Aquatic with Steve Zissou | Jane Winslett-Richardson |
| 2005 | Frances McDormand | North Country                      | Glory                    |
| 2006 | Jennifer Hudson   | Dreamgirls                         | Effie White              |
| 2007 | Cate Blanchett    | I'm Not There                      | Jude Quinn               |
| 2008 | Marisa Tomei      | The Wrestler                       | Pam/Cassidy              |

Bản mẫu:LVFCS Awards Chron